# Kamer van de WIC in Amsterdam
De Kamer van de WIC in Amsterdam was een van de vijf kamers van de West-Indische Compagnie en stond in Amsterdam.
De andere kamers bevonden zich in Middelburg, Hoorn, Rotterdam en Groningen. De WIC Kamer van Amsterdam had twintig bewindsvoerders en richtte zich voornamelijk op de handel met en exploitatie van Nieuw-Nederland aan de oostkust van de huidige Verenigde Staten en de bonthandel waar veel geld mee verdiend werd.